# Ángel Pardo
Ángel Pardo (Madrid; 2 d'abril de 1957) és un actor espanyol. Es va fer famós entre el gran públic per les seves interpretacions de Chencho i Rusti en les sèries de Farmacia de guardia i Hospital Central respectivament, encara que porta actuant en cinema i teatre des de mitjan anys 1970.

## Filmografia
- Cómo están ustedes (1975)
- La Corea (1976)
- Los placeres ocultos (1977)
- El diputado (1978)
- Quasimodo va al fanático (1985)
- Terroristas (1987)
- El Lute II: mañana seré libre (1988)
- Sin vergüenza (2001)
- Sueño de una mujer despierta (2003)

## Televisió
- Página de sucesos. Televisión Española.
- El pájaro en la tormenta. Televisión Española.
- Farmacia de guardia. Atresmedia Televisión.
- Vida y Sainete. Televisión Española.
- Hostal Royal Manzanares. Televisión Española.
- Hermanas. Mediaset España Comunicación.
- Ada Madrina. Atresmedia Televisión.
- Línea Roja. Mediaset España Comunicación.
- Hospital Central. Mediaset España Comunicación.
  - Isidro Gálvez "Rusti" (Ángel Pardo, Episodis 1-153, capítols especials 200 i 283)
- Calígula. Televisión Española.
- Profesor en La Habana. Federación de Organismos de Radio y Televisión Autonómicos
- Amar en tiempos revueltos. Televisión Española.
- Centro Médico. Televisión Española.

## Teatre
- El eunuco
- Decíamos ayer
- Después de la lluvia (1996)
- Algo especial
- Los españoles bajo tierra
- Tú y yo somos tres
- La coartada
- Mala Yerba
- Alesio
- El Público
- Madre Coraje
- La celestina
- El rey ciervo
- Aquí no paga nadie (2005)
- Las cartas boca abajo
- La lozana andaluza
- Equus
- Mentiras, incienso y mirra (2008)
- Historias de un karaoke (2010)